# MIRC Scripting

mIRC scripting er et script-sprog til at lave simple eller ekstremt avancerede scripts der både kan være automatiske eller reagere på tekst og meget mere. mIRC script-sproget kan virke meget i stil af Visual Basic og PHP. 
mIRC en såkaldt IRC-klient. Den er den mest brugte over hele verden og har også det mest funktionsrige script-sprog. 

## ON funktioner
En ON funktion reagerer på noget bestemt.
Eksempel:
```
ON *:TEXT:*:{
  if ( $1 == !help ) {
    notice $nick Har du brug for hjælp?
  }
}
```

Scriptet for oven reagerer på teksten !help i en hvilken som helst kanal du er på. Når en person skriver det vil du automatisk skrive Har du brug for hjælp? til personen.
Der findes mange flere ON funktioner end ON TEXT. 

Her er en liste over de mest brugte:
| ON TEXT       | Reagerer når en person skriver noget bestemt.                              |
| ON INPUT      | Reagerer når du skriver noget i inputboksen.                               |
| ON CONNECT    | Reagerer når du forbinder dig til serveren.                                |
| ON DISCONNECT | Reagerer når du splitter forbindelsen til serveren.                        |
| ON KICK       | Reagerer når en person bliver smidt ud af en kanal.                        |
| ON BAN        | Reagerer når en person bliver banned i en kanal.                           |
| ON KILL       | Reagerer når en network administrator bruger kill funktionen på en klient. |
| ON JOIN       | Reagerer når en person kommer ind i en kanal.                              |

Her er et eksempel på en ON JOIN:
```
ON *:JOIN:*:{
  if ( $chan == #mirc_scripting ) {
    msg $nick Velkommen til mIRC scripting kanalen!
  }
}
```

Scriptet for oven reagerer når en bruger tilslutter sig kanalen #mirc_scripting. Den skriver "Velkommen til mIRC scripting kanalen!" til ham når han kommer ind i kanalen.